# Acacia idiomorpha
Acacia idiomorpha är en ärtväxtart som beskrevs av George Bentham. Acacia idiomorpha ingår i släktet akacior, och familjen ärtväxter. Inga underarter finns listade i Catalogue of Life.